# Calasellus longus
Calasellus longus là một loài chân đều trong họ Asellidae. Loài này được Bowman miêu tả khoa học năm 1981.